# Rush Hour (brætspil)
 For alternative betydninger, se Rush Hour. (Se også artikler, som begynder med Rush Hour)
Rush Hour (engelsk: myldretid) er et brætspil for personer over otte år, hvor man spiller med 16 plastikbiler i forskellige farver på en spilleplade med 6×6 felter. Bilerne findes i to størrelser: 12 personbiler, der fylder 1×2 felter og fire lastbiler, der fylder 1×3 felter. Spillet går ud på, at man skal få sin røde bil ud gennem trafikproppen. Der følger et antal kort med spillet, hvor det er angivet, hvordan man skal stille sine biler på spillepladen og så gælder det om at gennemskue, hvordan man skal flytte bilerne rundt på pladen, for at man kan få sin bil ud igennem hullet i højre side. Køretøjerne kan kun køre forlæns og baglæns og man må ikke løfte dem fra spillepladen. De kan mao. ikke skifte retning.